# Max de Castro
Maximiliano "Max" Simonal Pugliese de Castro (Rio de Janeiro, 17 de novembro de 1974) é um cantor, compositor, multi-instrumentista, produtor e arranjador brasileiro, filho do falecido Wilson Simonal.

## Biografia
Em 2000, lançou Samba Raro, produzido, arranjado, tocado e composto por ele. O álbum teve ótima receptividade de público, crítica e amigos músicos – Ed Motta o classificou como trabalho de "gênio", Nelson Motta disse que é um dos melhores discos já lançados e Lobão o convidou para produzir a faixa "Decadence avec Elegance". Max de Castro recebeu o prêmio APCA - Associação Paulista de Críticos de Arte - como Revelação em 2000. 
Em 2001, produziu faixas nos discos de Roberto Frejat, Paula Lima, Kid Abelha, Leandro Lehart,Tom Zé, além de remixes para Ed Motta, Fernanda Porto, Wax Poetic. Seu trabalho também teve boa repercussão internacional, principalmente nos Estados Unidos e Europa, onde passou a tocar regularmente. Em 2002, após lançar seu segundo disco, Orchestra Klaxon, Max de Castro apareceu na capa da revista americana Time ao lado de Shakira e outros, numa reportagem especial sobre as novidades da música global. 
Eleito pela APCA como o artista do ano de 2005, após o lançamento de seu terceiro álbum Max De Castro. No mesmo ano ainda colaborou com DJ Suv do aclamado grupo ingles Roni Size Reprazent, e lançou exclusivamente na Inglaterra um single com a música “Febrery". Na França lançou um EP com o DJ Kid Loco. Ao voltar mais uma vez à Europa estendeu sua turne pela primeira vez aos países do leste europeu, como Rússia e Ucrânia.
Seu último álbum, Balanço das Horas, lançado  em 2006, esteve novamente em várias listas como um dos melhores lançamentos daquele ano. Música pop, samba, hip hop, jazz, post-rock, dub, soul music, funk, batidas eletrônicas, efeitos e distorções estão no arsenal de Max. Com as mais variadas referências, seu trabalho cresce a cada nova audição, requer atenção em cada detalhe, cada curva e cada acorde têm histórias acumuladas.
Em 2008, além de ter produzido o disco de seu irmão Wilson Simoninha, Melhor, dedicou-se também à direção e concepção de shows especiais, como foi o caso de As Curvas da Estrada de Santos: Uma Viagem pela Obra de Roberto Carlos, que além dos arranjos e direção de Max contou com a participação de Zé Renato, Vania Abreu, Bruno Morais e Pedro Mariano. E também Os Afrosambas, um tributo ao álbum  de Baden e Vinícius, cujas canções Max reinterpreta ao lado da cantora Fabiana Cozza.

## Discografia

### Álbuns
- 2000 - Samba Raro
- 2002 - Orchestra Klaxon
- 2005 - Max De Castro
- 2006 - Balanço das Horas